# Nudosia fuscifusca
Nudosia fuscifusca är en fjärilsart som beskrevs av Vallentin 1900. Nudosia fuscifusca ingår i släktet Nudosia och familjen björnspinnare. Inga underarter finns listade i Catalogue of Life.